# 陰陽雞
陰陽雞，是台灣民間傳說中的詭異現象，據說在遭逢變異時，雞會改變性別。

## 簡述
據說每當面臨劇烈的災難或天氣變化時，當地的雞的性別就會改變。

## 發生紀錄
| 時間      | 地點         | 案例                                               |
| --------- | ------------ | -------------------------------------------------- |
| 1862年2月 | 台中市大甲區 | 春天時發生大地震，二月時公雞生蛋                   |
| 1895年    | 新竹縣竹東鎮 | 旱災，秋天時有人家的母雞變成公雞，兩年後又變回母雞 |

## 現代研究
事實上，雞的確是自然界中少數有機會自然變性的動物，特別是母雞，牠們雖然有兩副卵巢系統，但只有其中一個特別發達，另一個則尚未開發，容易進化成卵巢或睪丸，導致出現變性的情況，2011年在英國就有一隻母雞Gertie停止下蛋並長出雞冠和垂肉。